# 广州市第四中学

## 校史

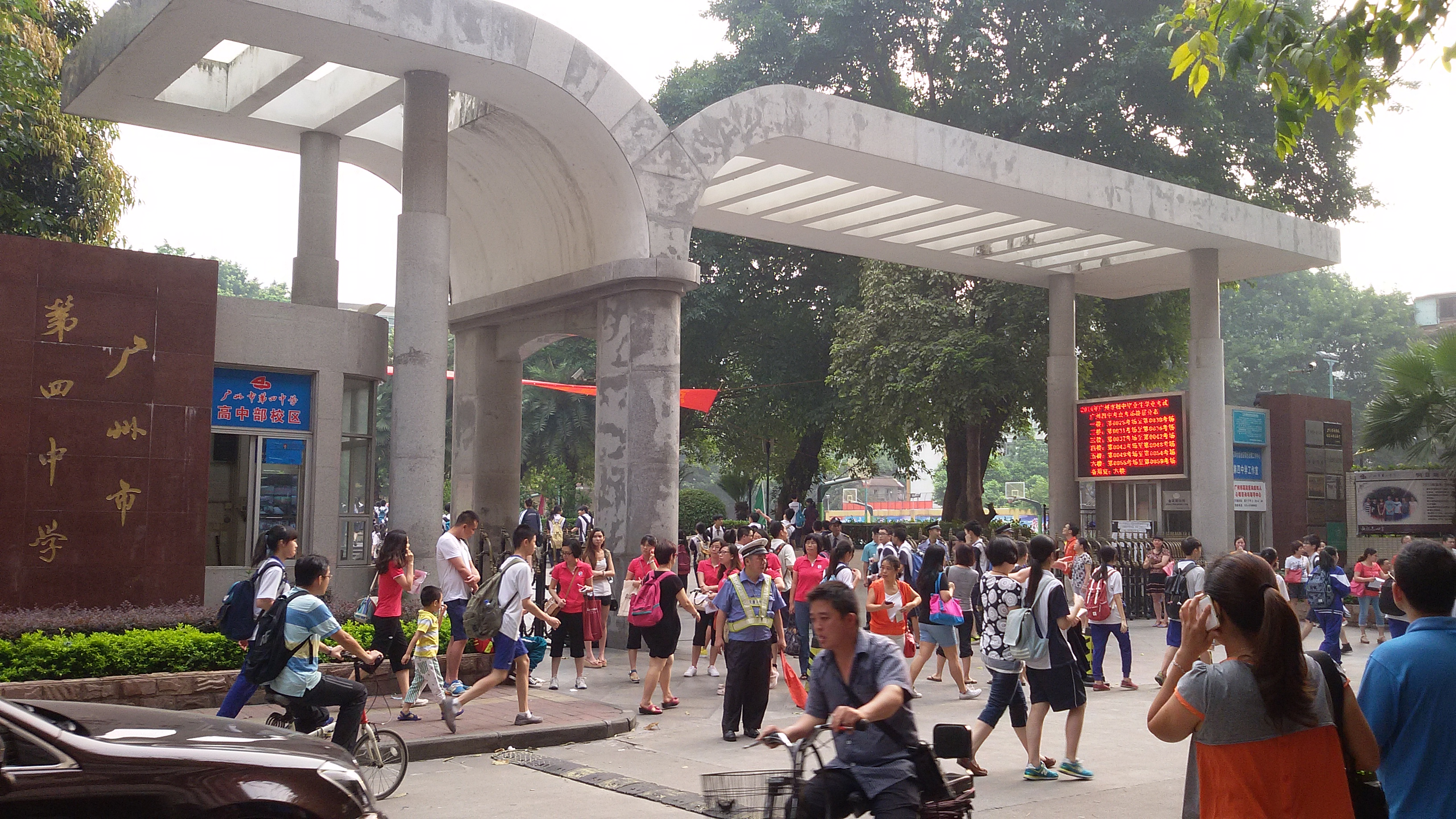
廣州市第四中學（高中部）正門位于芦荻街上

广州市第四中学原址是佛教名刹西禅寺（1181年兴建）。1917年，“广州模范学堂”在此故址上创立。在往后的30多年间，学校曾先后更名为“广州市立第一高等小学”、“市立第五十一小学”、“市立师范学校”。市立师范後搬至现协和中学和美华中学校址，原有两校校名随即被取消。1950年，广州市文教局以师范学校初中部为基础，并入了邻近的聚贤中学、导正中学、坚如中学、珠海中学等，广州市第四中学正式成立。
2008年，广州市第三十二中学并入成为四中初中部。因陈家祠广场扩建，四中初中部校舍在2009年6月底后拆卸，初中部学生搬至原广州市第三十一中学上课。
2018年，“广州四中教育集团”正式成立，广州市第四中学为核心学校。
2022年1月19日，广州四中教育集团下属学校“广州市荔湾区四中聚贤中学”更名为“广州市荔湾区聚贤中学”。
2023年，当局授权四中管理广州市第二十四中学和广州市荔湾区花地中学，两校分别更名为四中的丰宁学校和花地学校。

## 知名校友
- 邬贺铨：中国工程院院士，曾任中国工程院副院长、中国互联网协会理事长[4]
- 王卓淇：2014年香港小姐亚军[5]
- 钟昊：2013年亚洲先生冠军

## 未来发展

### 广州市第四中学扩改建工程
广州市第四中学扩改建工程，是广州市荔湾区四中聚贤中学虬园校区的重建工程，其总投入5.1亿元，总占地面积7804平方米。该工程将新建一栋学生宿舍及综合教学楼，包括12间教室、8间功能室，900个学生宿位，2022年2月28日奠基，2023年9月25日实现主体结构封顶，于2024年8月26日建成并投入使用。